# NGC 756
NGC 756 ist eine Linsenförmige Galaxie vom Hubble-Typ S0 im Sternbild Walfisch südlich der Ekliptik. Sie ist schätzungsweise 535 Millionen Lichtjahre von der Milchstraße entfernt und hat einen Durchmesser von etwa 125.000 Lj.

Im selben Himmelsareal befinden sich u. a. die Galaxien NGC 725, NGC 734, IC 1745, IC 1758.
Das Objekt wurde am 9. November 1885 von dem US-amerikanischen Astronomen Francis Preserved Leavenworth entdeckt.